# Rowena Mary Bruce
Rowena Mary Bruce   (Plymouth, 15 de maig de 1915 - 24 de setembre de 1999), de soltera Dew, va ser una jugadora d'escacs anglesa que tenia el títol de Mestra Internacional Femenina des de 1951. Va ser onze vegades guanyadora del Campionat d'escacs femení britànic (1937, 1950, 1951, 1954, 1955, 1959, 1960, 1962, 1963, 1967 i 1969), rècord de la competició.

## Resultats destacats en competició
Des de finals de la dècada de 1930 fins a finals de la dècada de 1960, va ser una de les jugadores d'escacs més fortes i conegudes d'Anglaterra. L'any 1935, va guanyar el Campionat del món Femení per edats. Rowena Mary Bruce va guanyar el Campionat d'escacs femení britànic onze vegades: 1937, 1950, 1951, 1954, 1955, 1959, 1960, 1962, 1963, 1967 i 1969 (les dures darreres vegades va compartir el primer lloc amb Dinah Margaret Norman). El 1952, a Moscou, va participar en el Torneig de Candidates Femenines on va ocupar el 12è lloc. El 1951, va rebre el títol de Mestra Internacional Femenina de la FIDE (WIM).
El 21 de juny de 1946, Bruce va jugar (i va perdre) un matx d'"escacs per ràdio" contra Liudmila Rudenko. Bruce va ser una de les dues dones que formaven part d'un equip britànic de dotze membres que va jugar en un torneig de quatre dies. L'equip britànic disputava les seves partides a Londres mentre que l'equip rus ho feia a Moscou.
Rowena Mary Bruce va jugar representant Anglaterra a les Olimpíades d'escacs femenines:
- El 1966, al segon tauler de la 3a Olimpíada d'escacs (femenina) a Oberhausen (+5, =5, -2) on va guanyar una medalla d'argent individual, i
- L'any 1969, al segon tauler de la 4a Olimpíada d'escacs (femenina) a Lublin (+5, =3, -6).

El 1940, es va casar amb Ronald Bruce, i van mantenir el matrimoni fins a la seva mort el 1991.